# Autódromo do Estoril

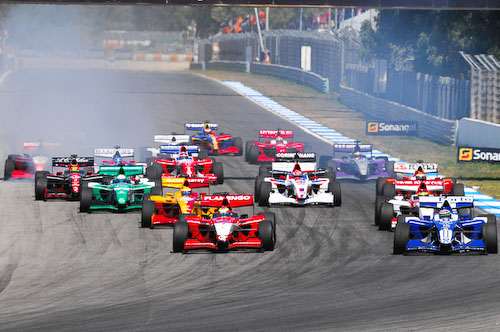
Início da segunda corrida da SuperLeague formula no Estoril, 2009

O Autódromo Fernanda Pires da Silva, popularmente conhecido como Autódromo do Estoril, é um autódromo de Portugal, localizado na freguesia de Alcabideche, no concelho de Cascais. O autódromo era o principal e maior de Portugal até à construção do Autódromo Internacional do Algarve, em 2008. A pista possui 4,36 quilômetros e 13 curvas, é culturalmente conhecida por "Autódromo do Estoril", apesar de, de facto, ser localizada inteiramente na freguesia de Alcabideche, em Cascais.
Durante 13 edições (de 1984 até 1996), o autódromo abrigou o Grande Prémio de Portugal de Fórmula 1. Foi nesta mesma pista que, no seu ano de estreia em 1984, o austríaco Niki Lauda conquistou o tricampeonato. Foi aqui que, em 1985, o brasileiro Ayrton Senna obteve a primeira pole e vitória na categoria e, em 1993, o francês Alain Prost conquistou o tetracampeonato. A terceira ronda da História da A1 Grand Prix foi realizada neste circuito, no dia 23 de outubro de 2005. O circuito deixou de estar presente no calendário da MotoGP no ano de 2012.
O circuito foi construído no ano de 1972, nos terrenos adquiridos ao amigo Lúcio Tomé Feteira, por iniciativa de Fernanda Pires da Silva que, ao lado do arquiteto brasileiro Ayrton Lolô Cornelsen, idealizou o autódromo.
Em julho de 2015, a Câmara Municipal de Cascais anunciou a compra da sociedade gestora, a Circuito do Estoril, S.A, ao Estado Português pela quantia de 4,92 milhões de euros, mas a operação foi rejeitada pelo Tribunal de Contas em fevereiro de 2016 e não se concretizou, graças ao facto de não ter sido considerada "adequada às atribuições dos municípios".

## Fórmula 1

### Grandes Prémios
| Ano  | Vencedor           | Chassis/Motor       | Resumo   |
| ---- | ------------------ | ------------------- | -------- |
| 1996 | Jacques Villeneuve | Williams-Renault    | Detalhes |
| 1995 | David Coulthard    | Williams-Renault    | Detalhes |
| 1994 | Damon Hill         | Williams-Renault    | Detalhes |
| 1993 | Michael Schumacher | Benetton-Ford       | Detalhes |
| 1992 | Nigel Mansell      | Williams-Renault    | Detalhes |
| 1991 | Riccardo Patrese   | Williams-Renault    | Detalhes |
| 1990 | Nigel Mansell      | Ferrari             | Detalhes |
| 1989 | Gerhard Berger     | Ferrari             | Detalhes |
| 1988 | Alain Prost        | McLaren-Honda       | Detalhes |
| 1987 | Alain Prost        | McLaren-TAG/Porsche | Detalhes |
| 1986 | Nigel Mansell      | Williams-Honda      | Detalhes |
| 1985 | Ayrton Senna       | Lotus-Renault       | Detalhes |
| 1984 | Alain Prost        | McLaren-TAG/Porsche | Detalhes |

### Record de vitórias1
|          |                    |                  |
| Vitórias | Pilotos            | Edições          |
| 3        | Alain Prost        | 1984, 1987, 1988 |
| 3        | Nigel Mansell      | 1986, 1990, 1992 |
| 1        | Ayrton Senna       | 1985             |
| 1        | Gerhard Berger     | 1989             |
| 1        | Riccardo Patrese   | 1991             |
| 1        | Michael Schumacher | 1993             |
| 1        | Damon Hill         | 1994             |
| 1        | David Coulthard    | 1995             |
| 1        | Jacques Villeneuve | 1996             |

|          |            |                                    |
| Vitórias | Construtor | Edições                            |
| 6        | Williams   | 1986, 1991, 1992, 1994, 1995, 1996 |
| 3        | McLaren    | 1984, 1987, 1988                   |
| 2        | Ferrari    | 1989, 1990                         |
| 1        | Lotus      | 1985                               |
| 1        | Benneton   | 1993                               |

|          |             |                              |
| Vitórias | País        | Edições                      |
| 5        | Reino Unido | 1986, 1990, 1992, 1994, 1995 |
| 3        | França      | 1984, 1987, 1988             |
| 1        | Brasil      | 1985                         |
| 1        | Áustria     | 1989                         |
| 1        | Itália      | 1991                         |
| 1        | Alemanha    | 1993                         |
| 1        | Canadá      | 1996                         |

### Voltas record
|                       |             |                      |              |          |      |
| Estoril               | País/Piloto | Chassis/Motor        | Tempo        | Extensão | Ano  |
| Pole Position         | Damon Hill  | Williams-Renault V10 | 1min 11s 494 | 4.350 km | 1993 |
| Melhor Volta na Prova | Damon Hill  | Williams-Renault V10 | 1min 14s 859 | 4.350 km | 1993 |

## MotoGP
| Ano  | Vencedor        | Equipa | Detalhes |
| ---- | --------------- | ------ | -------- |
| 2012 | Casey Stoner    | Honda  |          |
| 2011 | Dani Pedrosa    | Honda  | Detalhes |
| 2010 | Jorge Lorenzo   | Yamaha | Detalhes |
| 2009 | Jorge Lorenzo   | Yamaha | Detalhes |
| 2008 | Jorge Lorenzo   | Yamaha | Detalhes |
| 2007 | Valentino Rossi | Yamaha | Detalhes |
| 2006 | Toni Elías      | Honda  | Detalhes |
| 2005 | Alex Barros     | Honda  | Detalhes |
| 2004 | Valentino Rossi | Yamaha | Detalhes |
| 2003 | Valentino Rossi | Honda  | Detalhes |
| 2002 | Valentino Rossi | Honda  | Detalhes |
| 2001 | Valentino Rossi | Honda  | Detalhes |
| 2000 | Garry McCoy     | Yamaha | Detalhes |